# Dreieck Inntal
Dreieck Inntal is een knooppunt in de Duitse deelstaat Beieren.
Op dit knooppunt sluit de A93 vanaf de Oostenrijkse grens bij Kiefersfelden aan op de A8 München-Salzburg.

## Geografie
Het knooppunt ligt op de gemeentegrens tussen Rosenheim en Raubling in het Landkreis Rosenheim.
Het knooppunt ligt ongeveer 4 km ten zuiden van Rosenheim en ongeveer 4 km ten noordwesten van Raubling.

## Configuratie
Knooppunt
Het Dreieck Inntal is een omgekeerd trompetknooppunt.

## Verkeersintensiteiten
Dagelijks passeren ongeveer 160.000 voertuigen het knooppunt.
|+Handmatige verkeerstelling van 2010.
| Van                  | Naar                   | Gemiddeld aantal voertuigen per dag | Percentage vrachtverkeer |
| -------------------- | ---------------------- | ----------------------------------- | ------------------------ |
| AS Bad Aibling (A 8) | AD Inntal              | 81.000                              | 13,1 %                   |
| AD Inntal            | AS Rosenheim (A 8)     | 82.200                              | 8,8 %                    |
| AD Inntal            | AS Reischenhart (A 93) | 48.700                              | 15,0 %                   |

## Richtingen knooppunt
| Aansluitende wegen | Aansluitende wegen                                 | Aansluitende wegen                                        | Aansluitende wegen | Aansluitende wegen |
| ------------------ | -------------------------------------------------- | --------------------------------------------------------- | ------------------ | ------------------ |
|                    |                                                    |                                                           |                    |                    |
|                    |                                                    |                                                           |                    |                    |
| richting München   | richting Rosenheim / Salzburg Tauernpas / Wien (A) |                                                           |                    |                    |
|                    |                                                    |                                                           |                    |                    |
|                    |                                                    | richting Kufstein / Innsbruck (A) Brennerpas / Verona (I) |                    |                    |